# (3899) Wichterle
(3899) Wichterle ist ein Asteroid des Hauptgürtels. Er umrundet die Sonne in einem Abstand von 2,61 bis 3,76 AE. Seine Bahn ist 2,8 Grad gegen die Ekliptik geneigt. Damit hat er keine außergewöhnliche Bahn. Er wurde am 17. September 1982 von M. Mahrova am Kleť-Observatorium entdeckt.
Im Jahre 1993 wurde er nach Otto Wichterle, dem Erfinder der weichen Kontaktlinsen, benannt.